# Ludwig Hilberseimer
Ludwig Karl Hilberseimer (Karlsruhe, 14 de septiembre de 1885 - Chicago, 6 de mayo de 1967) fue un arquitecto alemán, adscrito al expresionismo. Fue profesor en la Bauhaus y en el IIT (Illinois Institute of Technology) de Chicago.
Estudió arquitectura en Karlsruhe de 1906 a 1911, abriendo posteriormente un estudio en Berlín. Trabajó también como crítico de arte, preferentemente para revistas como Das Kunstblatt y Sozialistische Monatshefte. Desde 1922 se dedicó más intensamente a la arquitectura y el urbanismo, realizando algunas casas y una tienda en Berlín, así como un hogar para la exposición Die Wohnung (Vivienda) celebrada en Stuttgart en 1927 (el Weißenhofsiedlung). Al mismo tiempo realizó varias publicaciones sobre la arquitectura moderna y el urbanismo, incluyendo Großstadtarchitektur (1927) y Beton als Gestalter (1928).
Fue profesor en la Bauhaus de 1929 a 1933, pasando de director de Teoría de la Construcción a profesor de Construcción de viviendas y Urbanismo. Debido al nazismo, se vio obligado a limitar sus actividades publicitarias en 1933. Después trabajó durante un tiempo como arquitecto en Berlín. En 1938 emigró a Chicago (Estados Unidos), donde fue profesor de Urbanismo y planeamiento regional en el IIT, bajo la dirección de Ludwig Mies van der Rohe. En 1955 se convirtió en director del Departamento de Planificación Urbana y Regional en el mismo instituto, convirtiéndose en la principal figura del urbanismo de la escuela alemana. Entre otras obras, planeó una ciudad que respondía a la planteada por Le Corbusier (donde se separaban las zonas residenciales de los lugares de trabajo). Hilberseimer planeó una superposición de estructuras urbanas, creando una tipología edificatoria de edificio productivo debajo, y edificio residencial (para los obreros) sobre este, ahorrando así en infraestructuras de transporte.